# Fred Richard
Fred Richard, född 23 april 2004, är en amerikansk gymnast.

## Karriär
Vid världsmästerskapen i artistisk gymnastik 2023 tog han brons i mångkampen. Han ingick också i det amerikanska laget som tog brons vid samma mästerskap.